# Демодекоз
Демодекоз (лат. Demodecosis) — болезнь из группы акариазов, вызываемая паразитированием условно-патогенного клеща — железницы угревой (Demodex folliculorum и Demodex brevis). Клещ размерами 0,2—0,5 мм обитает в протоках сальных и мейбомиевых желез, в устьях волосяных фолликулов человека и млекопитающих.

## Демодекоз человека
С медицинской точки зрения демодекоз — это поражение кожи лица и наружного уха клещом угревой железницы:
Существование демодекоза как самостоятельной формы заболевания подвергается сомнению.
Диагноз подтверждается микроскопически: обнаружением клеща и его яиц в соскобе с кожи лица или секрете сальных желёз.
Излюбленная локализация клеща — веки, кожа лица, область надбровных дуг, лоб, носогубные складки и подбородок, наружный слуховой проход (см. Отоакариаз). Реже — грудь и очень редко — спина. Продукты жизнедеятельности клеща способствуют аллергизации организма, развитию розовых угрей (Acne rosacea) на лице, себореи; вызывают специфическое поражение глаз — демодекозный блефарит и блефароконъюнктивит. Заболевание носит хронический характер с сезонными обострениями весной и осенью.
Часто следствием демодекоза бывает воспалительное кожное заболевание ринофима. 
Клиническая картина демодекоза преимущественно регистрируется у лиц с ослабленной иммунной системой, аметропиями и нарушениями обмена веществ, часто — в пожилом возрасте. Часто встречается у людей с трихомонозом. Встречается у детей с хроническими заболеваниями желудочно-кишечного тракта и лёгких, некорригированной рефракционной патологией (дальнозоркость).

### Симптомы и проявления кожной формы
Усталость глаз, зуд, отёк, гиперемия краев век, появление чешуек у корней ресниц в течение длительного времени позволяют обнаружить демодекоз при визуальном осмотре. Характерен вид поражённого века: налёт по краю век, реснички слипшиеся, окружены корочками в виде муфты. В анамнезе: частые ячмени, выпадение ресниц, рецидивирующая угревая сыпь, розацеа. Лабораторное исследование крайне простое, не требует специальной подготовки и возможно в присутствии больного прямо в кабинете. С каждого глаза берётся по 8 ресниц: четыре с верхнего века, четыре с нижнего. Они помещаются на предметное стекло в каплю щелочного раствора или смеси из 1 мл глицерина и 9 мл физраствора, накрываются покровным стеклом и рассматриваются под микроскопом. Подобное исследование даёт возможность быстрой диагностики.

### Демодекоз глаз
Офтальмодемодекоз (демодекоз глаз) — акариаз органов зрения (офтальмоакариаз).
Возбудители Demodex folliculorum обитает в волосяных фолликулах, D. brevis — в сальных железах (мейбомиевых и Цейса). D. folliculorum имеет удлинённое тело, его размер 0,27—048х0,048—0,064 мм. D. brevis в 2 раза меньше (0,16—0,176х0,048 мм). В ресничных фолликулах век D. folliculorum встречается реже (39 %), чем на коже лица.
Развиваются демодекозный блефарит, блефароконъюнктивит, халязион, эписклерит и краевой кератит.
Полости волосяных фолликулов кожи век становятся растянутыми, возникает гиперплазия и гиперкератоз, легкий хронический перифоликулит. При хроническом пролиферативном воспалении мейбомиевой железы (халязион), внутренней стенкой гранулемы является полуразрушенная клещом эпителиальная выстилка, наружной соединительнотканная капсула, инфильтрированная эозинофилами, гистиоцитами и макрофагами.
Часто болезнь может протекать по типу бессимптомного носительства, стёртых форм, демодекозного блефароконъюнктивита (неосложнённый, осложнённый), эписклерита, кератита, иридоциклита (Н. Д. Зацепина). Глазной демодекоз может протекать как изолировано, так и в сочетании с демодекозом кожи лица и других участков тела. Постепенно происходит сенсибилизация организма к продуктам жизнедеятельности и распада клещей. Развитие воспаления при демодекозе относят к гиперсенсибилизации IV типа.
Действие паразита на конъюнктиву, роговицу и другие оболочки глаза токсико-аллергическое. Может быть скудное слизистое отделяемое из конъюнктивальной полости, лёгкая гиперемия и шероховатость конъюнктивы век, разрыхлённость нижних переходных складок, слабая фолликулярная или папиллярная гипертрофия, инфаркты и конкременты мейбомиевых желёз. Редко наблюдается демодекозный эписклерит. В результате нарушения секреторной функции мейбомиевых желёз уменьшается липидный слой прекорнеальной слёзной плёнки, усиливается её испаряемость, что ведёт к развитию синдрома сухого глаза, при котором преобладают трофические нарушения в поверхностных слоях роговицы, происходит снижение её чувствительности. Иногда одновременно вовлекается в процесс сосудистая оболочка. Демодекоз отягощает течение кератита любой этиологии.

### Лечение
В 2023 году FDA одобрило лотиланер для лечения демодекозного блефарита.

## Демодекоз в ветеринарии

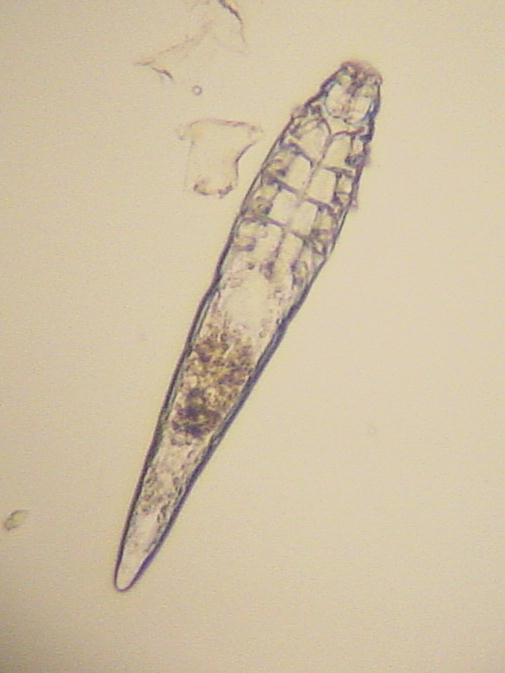
Demodex canis

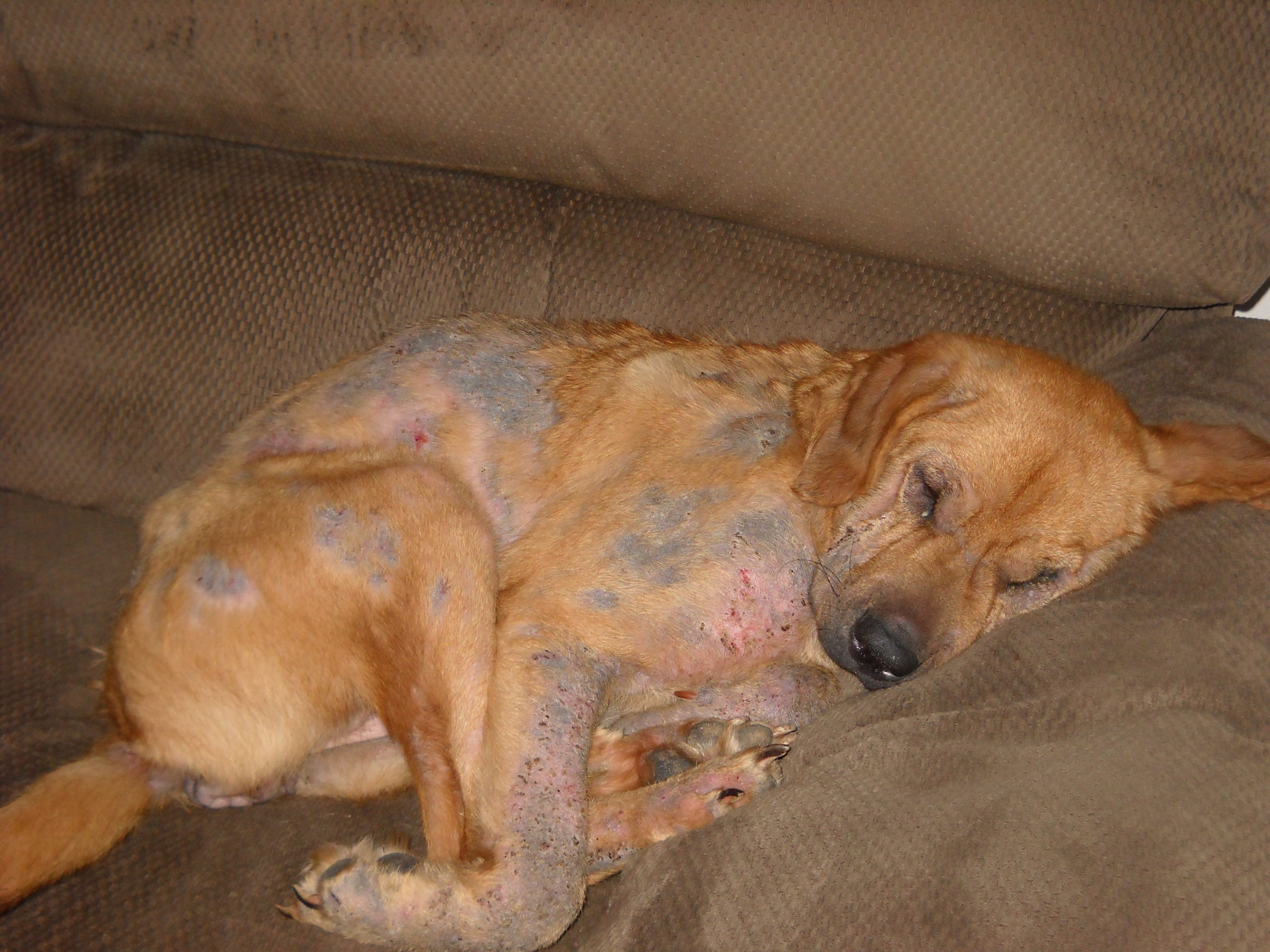
Множественные очаги демодекоза на теле собаки

### Лечение
В ветеринарии используются как системные препараты в виде таблеток, так и капли на холку, содержащие в себе флураланер.